# Antônio de Siqueira Campos
Antônio de Siqueira Campos (Rio Claro, 1898 — 10 de mayo de 1930) fue un militar y político brasileño. 
Fue uno de los participantes del movimiento tenentista y de la célebre Revuelta de los 18 del Fuerte de Copacabana. El Parque Trianon, en la ciudad de São Paulo lleva su nombre en honor a él.